# Carex timmiana
Carex timmiana är en halvgräsart som beskrevs av Paul Junge. Carex timmiana ingår i släktet starrar, och familjen halvgräs. Inga underarter finns listade i Catalogue of Life.